# Na Rovella
Na Rovella és un barri de la ciutat de València que pertany al districte de Quatre Carreres al sud-est de la ciutat.
Està situat amb forma de triangle rectangle entre tres avingudes: l'avinguda de la Plata al nord, l'avinguda de l'Alcalde Gisbert Rico al sud-est i l'avinguda d'Ausiàs March a l'oest. Limita al nord amb els barris d'En Corts i de Montolivet, a l'est amb el barri de la Ciutat de les Arts i les Ciències, al sud amb el de La Font de Sant Lluís i a l'oest amb el barri de Malilla, tots ells inclosos dins el mateix districte de Quatre Carreres.
La seua població en 2009 era de 8.793 habitants.

## Nom
El barri rep el seu nom per la séquia de Rovella, que creuava i regava les seues terres. Agafava l'aigua al vell llit del riu Túria (actualment Jardí del Túria) i creuava d'oest a est el centre de la ciutat i l'entorn de Russafa fins a les terres de Natzaret i la Punta, passant abans pel barri de Na Rovella.

## Història
Les terres del barri eren camps d'horta regats per la séquia de Rovella que pertanyien a l'antic poble de Russafa i que eren travessats per dos de les quatre carreres que donen nom al districte: Quatre Carreres, concretament per la carrera de la Font de Sant Lluís prop del límit oest del barri i per la carrera de la Font d'En Corts al centre i est del barri, de la qual no queda cap rastre en l'actualitat. L'any 1877, Na Rovella juntament amb tot el territori de l'antic municipi de Russafa va passar a formar part del terme municipal de València. En l'actualitat el barri perifèric es troba totalment inclòs dins l'entramat urbà de la ciutat.

## Elements importants
A l'avinguda de la Plata es troba el parc central de bombers de València, la parròquia de Maria Auxiliadora des de 1957, el col·legi salesià Sant Joan Bosco, segon centre educatiu de la Societat Salesiana a la ciutat, des de l'any 1945 i el Col·legi Oficial de Metges de València.
A l'avinguda dels Germans Maristes es troba el Pavelló Font de Sant Lluís, conegut popularment com "La Fonteta" i anomenat així per la seua proximitat al barri de La Font de Sant Lluís. En ell disputen els seus partits equips de bàsquet com el València Basket o el Ros Casares i el València Futbol Sala.

## Transports
El barri és travessat per nombroses línies d'autobusos de l'EMT de València, i està en construcció l'estació subterrània dels Germans Maristes a l'encreuament d'aquesta avinguda amb el carrer Amado Granell, que formarà part de la futura línia 2 del tramvia soterrat de MetroValencia.